# Преображенски манастир
Преображенският манастир е български манастир във Великотърновска епархия.

## Местоположение
Разположен в Дервентския пролом на река Янтра на 7 км северно от Велико Търново по пътя към село Самоводене.

## История
Преображенският манастир е най-големият от манастирите, разположени около Велико Търново и четвърти по големина в България. Основан е по времето на Втората българска държава през 13 – 14 в. Първоначално манастирът е метох на Ватопедския манастир от Света гора, но през 1360 г. се сдобива с автономност. Възникването на Преображенския манастир се свързва с личността на втората съпруга на българския цар Иван-Александър – Сара и сина им цар Иван Шишман, които даряват много средства за неговата реконструкция и ремонт. Поради това манастирът е известен и като Сарин или Шишманов. Той играе и важна роля в духовния живот на българската столица през 14 в.
През Средновековието Преображенският манастир е бил разположен на около 1.7 километра южно от сегашното си местонахождение(43°06’08” С.Ш. и 25°36’47” И.Д. , 43.1012336N 25.6130147E). През 1952 г. при сондажни археологически разкопки е разкрита част от стена, зидана от ломени камъни, споени с бял хоросан. Открита е и част от абсидата на църквата с фрески в стила на Търновската живописна школа. Намерената керамика е от XIII-XIV век. През 1992 г. са направени нови разкопки, като са разкрити изцяло основите на църквата. 
Първоначалното място на манастира е изоставено след разрушаването му по време на завладяването на Търново в края на 14 в. След падането на България под османско владичество манастирът е неколкократно опожаряван и плячкосван от османците, а впоследствие е разрушен напълно.
На сегашното си място Преображенският манастир е възстановен през 1825 г. от рилския монах отец Зотик, който през 20-те и 30-те години е игумен на манастира. Строежът на главната църква започва през 1834 г. и е възложен на Димитър Софиянлията. Същата година е построена и Църква от триапсидна, кръстовидна, еднокуполна възрожденска сграда от Кольо Фичето. Заради участието си във Велчовата завера от 1834 – 1835 г. майсторът е обесен от турците и с довършването на църквата, което става през същата 1837 г., се заемат Уста Кольо Фичето и уста Иван Бърната. Интериорът и външните стени на храма са украсени със стенописи в периода 1849 – 1851 г. от големия български художник Захарий Зограф от Самоков. Строителството в Преображенския манастир продължава активно до 1863 г., когато под ръководство на Кольо Фичето се издигат цялото югоизточно крило с малката гостна и големия вход (1857 г.), камбанарията с часовника (1861 г.) и малката църква „Благовещение“ (1863 г.). Заедно с някои постройки, градени след Освобождението, Преображенският манастир добива познатия си днес вид.
Още по времето на отец Зотик Преображенският манастир се превърнал в едно от главните културни и революционни средища в Търновско. От Велчовата завера през 1835 г. до Априлското въстание през 1876 г., е подслон за много революционни дейци – Филип Тотю, Ангел Кънчев, поп Харитон Халачев и др. В манастира се замонашва сподвижникът на Васил Левски – отец Матей Преображенски, а и самият Дякон неведнъж е намирал убежище в манастира. Преображенската света обител е играла важна роля в борбата на българския народ за църковна и национална независимост. През годините на Руско-турската освободителна война манастирът е превърнат в болница. За благодарност след Освобождението руските воини подаряват на манастира камбаните, полилеите и богослужебни книги за църквата.
Днешният си вид манастирът добива в периода 1858 – 1863 г. и е от типа на средновековните манастири-крепости. Сградите очертават издължен правоъгълен двор, като долните им етажи са каменни, а горните хармонично се свързват с наклонения терен. Основните постройки са издигнати през първата половина на 19 век от Кольо Фичето. Тогава са построени главната църква, цялото югоизточно крило с малката гостна и големия вход, камбанарията с часовника и малката църква „Благовещение“. В 1891 г. е завършен гробищният параклис „Възкресение Лазарово“, а в 1894 г. са издигнати сградите на трапезарията, магерницата и игуменарницата с библиотеката.
Стенописите в църквата са дело на бележития представител на самоковската живописна школа Захарий Зограф и датират от 1849 – 1851 г. Наред със славянските просветители св. св. Кирил и Методий, Захарий Зограф си рисува автопортрет, а храмовата икона „Преображение Господне“ носи негов автограф. Твърде интересна е голямата сцена „Страшният съд“ на източната стена в притвора, на която грешните мъже и жени са изобразени в граждански костюми, а врачките и лечителките – в селски народни носии. Забележителна е сцената „Колелото на живота“, изписана на външната южна олтарна стена, която третира в религиозно-философски аспект естественото развитие на човешкия живот.
Църковният иконостас е създаден през 1838 г. според запазения контракт с първомайстор Никола Фичев от него и учителя му в резбарството Станю Марангозина от Белица, но и двамата по това време вече трайно са се установили в Търново. Иконите по него са дело на Захарий Зограф и Станислав Доспевски. Някои от иконите са: „Архангел Михаил“, „Св. Богородица Милующа“, „Христос Вседържител“, „Преображение“, „Йоан Предтеча“, „Св. Андрей“ и др. Игумен на манастира от 1838 до 1840 e игумен Герасимов.
Преображенският манастир разполага с библиотека и музейна експозиция, които съхраняват книжа, исторически документи, ценни средновековни български книги и икони, както и други произведения на приложното изкуство.
През 1991 г. част от монашеските килии в старото крило на  Преображенския манастир са разрушени след срутване на скали над манастира.
Преображенският мъжки манастир е постоянно действащ.
На юг се намират манастирските гробища и православен храм „Възкресение Лазарово“, в гробищата е погребан народния лечител Неофит Калчев, локация:  43°6'57"N 25°36'25"E. 